# Karl Skala
Karl Skala (* 3. Februar 1924 in Wartberg im Mürztal; † 31. Dezember 2006 in Graz) war ein österreichischer Heimatdichter.

## Leben
Karl Skala war nach der Schule beim Eisenwerk Vogel & Noot als Dreher beschäftigt, wo er nach 43 Dienstjahren in Pension ging. Im Zweiten Weltkrieg war er als Panzergrenadier in Russland eingesetzt und danach ein Jahr in Kriegsgefangenschaft. Er schrieb 1943 sein erstes Gedicht Ein guter Kamerad, mit dem er Bekanntheit erlangte. 1956 veröffentlichte er seinen ersten Gedichtband, dem fünf weitere folgten. Zahlreiche seiner Dichtungen dienten als Textgrundlage von Kompositionen, die auch auf Schallplatte eingespielt wurden, darunter die Kantate Unterwegs durch Zeit und Leben (1979) und die  Messe Alles liegt in deiner Hand (1991) von Gerhard Track sowie das Mürztallied von Franz Schöggl. 1981 wurde er mit dem Dichtersteinschild des 1999 wegen nationalsozialistischer Wiederbetätigung verbotenen Vereins Dichterstein Offenhausen ausgezeichnet.

## Werke
- Feierabend-Andacht. Gedichte, Europäischer Verlag, Wien 1956.
- … und ringsum ist Heimat. Gedichte, Europäischer Verlag, Wien 1957.
- Wie ’s holt so geht. Gedichte und Gschichten in steirischen Mundart. Selbstverlag, Wartberg im Mürztal 1966.
- Gefährte Mensch und Zeitgenoss’. Gedachtes und Erlebtes in Prosa und Reim. Selbstverlag, Wartberg im Mürztal, Steiermark 1968.
- Unterwegs durch Zeit und Leben. Selbstverlag, Wartberg im Mürztal 1976.
- Späte Ernte. Meiner Generation gewidmet. Podmenik, Fohnsdorf 1989.
- Eine Tür fällt zu. Gedichte und Erzählungen. Verlag für Sammler, Graz 2000

## Auszeichnungen
- 1978: Lyrikpreis und Ehrenmitgliedschaft der AWMM Luxemburg
- 1980: Goldenes Ehrenzeichen für Verdienste um das Bundesland Steiermark
- 1980: Ehrenring der Gemeinde Wartberg im Mürztal
- 1981 Dichtersteinschild des 1999 wegen nationalsozialistischer Wiederbetätigung verbotenen Vereins Dichterstein Offenhausen